# Camps de Plana Serra
Els Camps de Plana Serra és un paratge de camps de conreu del terme municipal de Sant Quirze Safaja, de la comarca del Moianès.
Estan situats al costat sud-est de la masia de Plana Serra, al nord-oest del Collet de la Creu del Serrà. És a llevant de la capçalera del torrent del Barbot i a ponent de la carretera C-1413b.